# José Ignacio Ustarán
José Ignacio Ustaran Ramírez (Vitoria, 1939- Vitoria, 1980) fue un político español, candidato por UCD en las primeras elecciones al Parlamento Vasco y asesinado por la organización terrorista ETA político militar el 29 de septiembre de 1980.

## Biografía
José Ignacio era perito industrial y había trabajado en la industria del automóvil. Fue candidato por UCD en las primeras elecciones al Parlamento Vasco, celebradas en 1980, y pertenecía al Comité Ejecutivo de UCD de Álava. Estaba casado y era padre de cuatro hijos.

### Asesinato
En torno a las 9 de la noche del día 29 de septiembre de 1980 llamaron a la puerta del domicilio familiar de José Ignacio Ustaran, diciendo que les iban a entregar un paquete. Este hecho no sorprendió a la familia puesto que se encontraban preparando la celebración que le harían al día siguiente por el cumpleaños de su hija. Al abrir la puerta de su vivienda, apareció una joven e inmediatamente después irrumpieron otros dos hombres armados con pistolas a cara descubierta. Una vez dentro, obligaron a José Ignacio a tumbarse en el suelo, mientras que a su esposa y a sus cuatro hijos los condujeron a otra habitación, donde les advirtieron de que no avisaran a la Policía hasta las doce de la noche. Su esposa preguntó los etarras qué iban a hacer a su José Ignacio, a lo que uno de ellos respondió que estaba por decidir y que iban a hablarlo. Unos diez minutos después, salió de la habitación y comprobó que los terroristas se habían ido, llevándose a su marido. Los etarras dejaron cortado el teléfono, con intención de mantenerlos incomunicados. En torno a las 22.30 de esa noche en la calle San Prucendio de Vitoria, debajo de la sede de UCD, unos vecinos encontraron el coche de Ustaran, un Chrysler 150 de color blanco en un vado de acceso al garaje del edificio. Encontraron en el interior el cuerpo sin vida de José Ignacio, que se hallaba en el asiento trasero. Presentaba un tiro en la espalda y otro en la cabeza.
No consta existe condena alguna por este atentado. Según la Secretaría de Paz y Convivencia del Gobierno Vasco, la situación procesal del atentado es de sobreseimiento provisional.
ETA político-militar reivindicó la de este asesinato un día después. La banda terrorista calificó este asesinato de “una respuesta a la encrucijada que UCD, partido en el poder, ha colocado a la democracia en Euskadi tras más de un año de la aprobación del Estatuto” y expresó que este atentado tiene lugar ante “la escalada represiva que UCD ha lanzado sobre Euskadi". Se desconoce la identidad de los autores materiales de este crimen. En junio de 2018 la Audiencia Nacional ha reiniciado el sumario que fue archivado en 1983 al no poder identificar a los tres pistoleros que le sacaron de su casa encañonado y le pegaron un tiro.